# میترا الیاتی
میترا الیاتی (۳ فروردین ۱۳۲۹) داستان‌نویس و شاعر نوگرای ایرانی است.

## زندگی ادبی
آغاز فعالیت ادبی او با شعر نو در سال ۱۳۵۴ بوده‌است. با انتشار مجموعه داستان مادمازل کتی، که تاکنون به چاپ هفتم (۱۳۹۷) رسیده‌است، به عنوان داستان‌نویس مطرح شد. او بنیان‌گذار و به مدت ۷ سال سردبیر وبگاه جن و پری بوده‌است.
الیاتی از ۱۳۷۵ به داستان‌نویسی روی آورد و داستان‌هایش در مجلات معتبر، از جمله کارنامه، آدینه، بخارا و ادبیات داستانی منتشر شد. سخنرانی دربارهٔ مقولهٔ «خودسانسوری و نوشتار زنانه»، در کشورهای سوئد، آلمان و فرانسه از فعالیت‌های دیگر میترا الیاتی است.

## داوری
میترا الیاتی علاوه بر داستان‌نویسی تاکنون داوری چند جشنوارهٔ داستان کوتاه کشوری از جمله: داوری داستان‌های برتر اصفهان، مشهد، خرم‌آباد، گرگان و… را به‌عهده داشته‌است. از دیگر داوری‌های میترا الیاتی در حوزهٔ ادبیات داستانی می‌توان به موارد زیر اشاره کرد:
- داور مرحلهٔ اول چهارمین دورهٔ جایزهٔ بنیاد گلشیری در سال ۱۳۸۳ و داور بخش نخست و بخش نهایی پنجمین دورهٔ جایزهٔ بنیاد هوشنگ گلشیری در سال ۱۳۸۴ (در بخش مجموعه داستان).
- داور نهایی اولین و دومین دورهٔ جایزهٔ ادبی روزی روزگاری در سال‌های ۱۳۸۵ و ۱۳۸۶.
- داور نهایی اولین و دومین دورهٔ برترین داستان‌های علمی تخیلی و فانتزی سال‌های ۱۳۸۵ و ۱۳۸۶.
- داور نهایی ششمین دورهٔ جایزهٔ داستان‌نویسهٔ صادق هدایت، در سال ۱۳۸۶.
- داور دو دورهٔ نهایی در جشنوارهٔ جایزهٔ ادبی «هفت اقلیم».
- داور نهایی سومین دورهٔ جایزهٔ داستان‌نویسی تیرگان (کانادا- ۲۰۱۹).
- داور نهایی سومین دورهٔ جایزهٔ ادبی ارغوان (۱۳۹۸).
- داور نهایی جایزهٔ داستان‌نویسی جایزهٔ «بانه» (۱۳۹۸).